# أوريكيته
أوريكيته (بالإيطالية: Orecchiette، تنطق أوريك يته، وتعني الأذان الصغيرة) هي مجموعة متنوعة من المعكرونة الإيطاليلة التقليدية من منطقة بوليا، جنوب إيطاليا. اسمها مستمد من شكلها الذي يشبه الأذن الصغيرة. تسمى في العامية في تارانتو باسم recchietedd أو chiancaredd. النوع الأقل سماكة منها يسمى تشينوني.
حجمها يصل لحوالي ثلاثة أرباع الإبهام، وتبدو مثل قبة بيضاء صغيرة، مع مركز أنحف من الأطراف مع سطح خشن. توجد أيضا نسخة تصنع بدون الاستدارة التقليدية وتكون ذات شكل مقعر وتعرف باسم ستراشياناتي (strascinati). يتم صنع كافة النسخ منها من سميد القمح الصلب المعاد طحنه وماء وملح.
1. ↑  "معلومات عن أوريكيته على موقع tasteatlas.com". tasteatlas.com. مؤرشف من الأصل في 2021-03-09.